# División de Honor de bádminton 2022-23
La División de Honor de bádminton 2022-23 fue la 36.ª edición de la División de Honor de bádminton en España, máxima categoría de este deporte en el país, organizada por la Federación Española de Bádminton. Participaron 10 equipos divididos en dos grupos. El ganador fue el Recreativo IES La Orden.

## Equipos participantes

### Grupo A
| Equipo                             | Ciudad      | Recinto                                   |
| ---------------------------------- | ----------- | ----------------------------------------- |
| Club de Bádminton IES La Orden     | Huelva      | Polideportivo Andrés Estrada              |
| CB San Fernando                    | Valencia    | Pabellón Fuensanta                        |
| Club Bádminton Oviedo              | Oviedo      | Polideportivo Corredoria Arena            |
| Club Bádminton Ravachol Pontevedra | Pontevedra  | Centro Gallego de Tecnificación Deportiva |
| Club Bádminton Benalmádena         | Benalmádena | Polideportivo Arroyo de la Miel           |

### Grupo B
| Equipo                              | Ciudad       | Recinto                                            |
| ----------------------------------- | ------------ | -------------------------------------------------- |
| CB Arjonilla                        | Arjonilla    | Pabellón Municipal de Arjonilla                    |
| Club Bádminton Rinconada            | La Rinconada | Pabellón Fernando Martín                           |
| Granada GRUPO TORRES                | Granada      | Complejo Deportivo Núñez Blanca - Zaidín           |
| Club Bádminton Paracuellos Torrejón | Madrid       | Paracuellos-POLIDEPORTIVO DE PARACUELLOS DE JARAMA |
| CD Universidad de Valladolid        | Valladolid   | UVA-Campus Deportivo Fuente la Mora                |

## Clasificación

### Grupo A
| | Equipo                  | Puntos | J | G | P | PG | PP | JF  | JC  | PF   | PC   |
| --- | ----------------------- | ------ | - | - | - | -- | -- | --- | --- | ---- | ---- |
| 1 | Recreativo IES La Orden | 21     | 8 | 7 | 1 | 41 | 15 | 134 | 60  | 1907 | 1439 |
| 2 | Oviedo                  | 12     | 8 | 4 | 4 | 31 | 25 | 107 | 91  | 1777 | 1649 |
| 3 | Ravachol Pontevedra     | 9      | 8 | 3 | 5 | 24 | 32 | 88  | 110 | 1592 | 1773 |
| 4 | San Fernando Valencia   | 9      | 8 | 3 | 5 | 23 | 33 | 92  | 116 | 1756 | 1895 |
| 5 | Benalmádena             | 9      | 8 | 3 | 5 | 21 | 35 | 81  | 125 | 1676 | 1952 |
| Fuente: Federación Española de Bádminton: Clasificación de la División de Honor - Grupo A; actualización automática |                         |        |   |   |   |    |    |     |     |      |      |

### Grupo B
| | Equipo                       | Puntos | J | G | P | PG | PP | JF  | JC  | PF   | PC   |
| --- | ---------------------------- | ------ | - | - | - | -- | -- | --- | --- | ---- | ---- |
| 1 | Rinconada - Sevilla          | 21     | 8 | 7 | 1 | 43 | 13 | 133 | 51  | 1810 | 1364 |
| 2 | Arjonilla                    | 18     | 8 | 6 | 2 | 36 | 20 | 123 | 80  | 1896 | 1625 |
| 3 | Granada Inmobiliaria Torres  | 15     | 8 | 5 | 3 | 31 | 25 | 103 | 96  | 1736 | 1731 |
| 4 | Grupo ANT Paracuellos        | 6      | 8 | 2 | 6 | 19 | 37 | 84  | 122 | 1724 | 1927 |
| 5 | CD Universidad de Valladolid | 0      | 8 | 0 | 8 | 11 | 45 | 54  | 148 | 1522 | 2041 |
| Fuente: Federación Española de Bádminton: Clasificación de la División de Honor - Grupo B; actualización automática |                              |        |   |   |   |    |    |     |     |      |      |

### Playoffs

#### Por el campeonato
|  | Semifinales | Semifinales             | Semifinales         |                     |                         | Final                   | Final | Final | Final |  |
|  |             |                         |                     |                     |                         |                         |       |       |       |  |
|  |             |                         |                     |                     |                         |                         |       |       |       |  |
|  | 1.ºA        | Recreativo IES La Orden | 5                   |                     |                         |                         |       |       |       |  |
|  | 1.ºA        | Recreativo IES La Orden | 5                   |                     |                         |                         |       |       |       |  |
|  | 2.ºB        | Arjonilla               | 2                   |                     |                         |                         |       |       |       |  |
|  | 2.ºB        | Arjonilla               | 2                   |                     | Recreativo IES La Orden | Recreativo IES La Orden | 5     | 2     |       |  |
|  |             |                         |                     |                     | Recreativo IES La Orden | Recreativo IES La Orden | 5     | 2     |       |  |
|  |             |                         | Rinconada - Sevilla | Rinconada - Sevilla | 2                       | 5                       |       |       |       |  |
|  | 1.ºB        | Rinconada - Sevilla     | Rinconada - Sevilla | Rinconada - Sevilla | 2                       | 5                       | 7     |       |       |  |
|  | 1.ºB        | Rinconada - Sevilla     |                     |                     |                         |                         | 7     |       |       |  |
|  | 2ºA         | Oviedo                  | 0                   |                     |                         |                         |       |       |       |  |
|  | 2ºA         | Oviedo                  | 0                   |                     |                         |                         |       |       |       |  |
|  |             |                         |                     |                     |                         |                         |       |       |       |  |

1. ↑  El ganador fue el Recreativo IES La Orden, por 26 juegos a 25

#### Por la permanencia
|  | Playoff 1 |                              |   |  |
|  |           |                              |   |  |
|  | 4.ºA      | San Fernando Valencia        | 6 |  |
|  | 4.ºA      | San Fernando Valencia        | 6 |  |
|  | 5.ºB      | CD Universidad de Valladolid | 1 |  |
|  | 5.ºB      | CD Universidad de Valladolid | 1 |  |

|  | Playoff 2 |                       |   |  |
|  |           |                       |   |  |
|  | 4.ºB      | Grupo ANT Paracuellos | 6 |  |
|  | 4.ºB      | Grupo ANT Paracuellos | 6 |  |
|  | 5.ºA      | Benalmádena           | 1 |  |
|  | 5.ºA      | Benalmádena           | 1 |  |